# 姬安
姬安（？—前32年），周子南君姬嘉曾孙，姬延年之子。
西汉建昭三年（前36年），姬安承袭为周承休侯。十三年后（前24年），姬安去世，谥号为质。其子姬世袭爵。